# Jason Sasser
Jason Jermane Sasser (ur. 3 stycznia 1974 w Denton) – amerykański koszykarz, występujący na pozycji niskiego skrzydłowego.
W 1992 został wybrany najlepszym zawodnikiem szkół średnich stanu Teksas (Texas Mr. Basketball).

## Osiągnięcia
Na podstawie, o ile nie zaznaczono inaczej.
NCAA
- Uczestnik rozgrywek:
  - Sweet 16 turnieju NCAA (1996)
  - turnieju NCAA (1993, 1995, 1996)
- Mistrz:
  - turnieju konferencji Southwest (SWC – 1993, 1996)
  - sezonu regularnego SWC (1995, 1996)
- Koszykarz roku konferencji Southwest (1996)[4]
- Zaliczony do III składu All-American (1996 przez Associated Press, UPI)
- Lider:
  - wszech czasów SWC w:
    - skuteczności rzutów wolnych (72,7%)
    - liczbie celnych:
      - (554) i oddanych (762) rzutów wolnych
      - (660) i oddanych (1285) rzutów za 2 punkty

  - SWC w liczbie celnych i oddanych rzutów wolnych (1994, 1996)

Indywidualne
- Debiutant roku CBA (1997 wspólnie z Bernardem Hopkinsem)
- Uczestnik meczu gwiazd ligi CBA
- Zaliczony do:
  - I składu:
    - CBA (1999)
    - debiutantów CBA (1997)

  - II składu:
    - CBA (1997)
    - IBL (2000)
- Lider strzelców CBA (1998)

Reprezentacja
- Mistrz Ameryki (1997)[5]
- Brązowy medalista mistrzostw świata (1998)[6]